# Cité de Carlisle
Pour les articles homonymes, voir Carlisle (homonymie).
La Cité de Carlisle (en anglais : City of Carlisle) est un district de Cumbria, en Angleterre. Il a le statut de district non métropolitain et de cité (city) depuis l'an 1158.
Elle porte le nom de sa principale ville, Carlisle, et couvre un territoire incluant également les villes de Brampton et Longtown ainsi que les villages de Dalston, Scotby et Wetheral. Elle avait en 2001 une population de 100 739 habitants, et sa superficie est de 1 038,97 km2, ce qui en fait la cité la plus étendue d'Angleterre. La majeure partie de son territoire n'est cependant pas urbain mais rural.
Les frontières de la cité sont définies par le Local Government Act 1972, qui a opéré une fusion de deux ancien districts : le County Borough of Carlisle (en) et le district rural de Border, situé jusqu'alors dans le comté de Cumberland. La Cité de Carlisle a une frontière commune avec l'Écosse au nord et est bordée par le district d'Allerdale au sud-ouest et Eden au sud. Le comté de Northumberland se trouve à l'est.

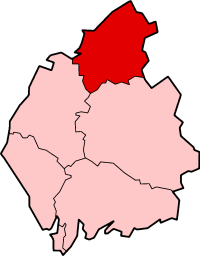
Localisation de la Cité de Carlisle en Cumbria.

## Personnalités liées à la cité
C'est le lieu de naissance de l'écrivaine et personnalité du petit écran Grace Dent.